# Erik X.

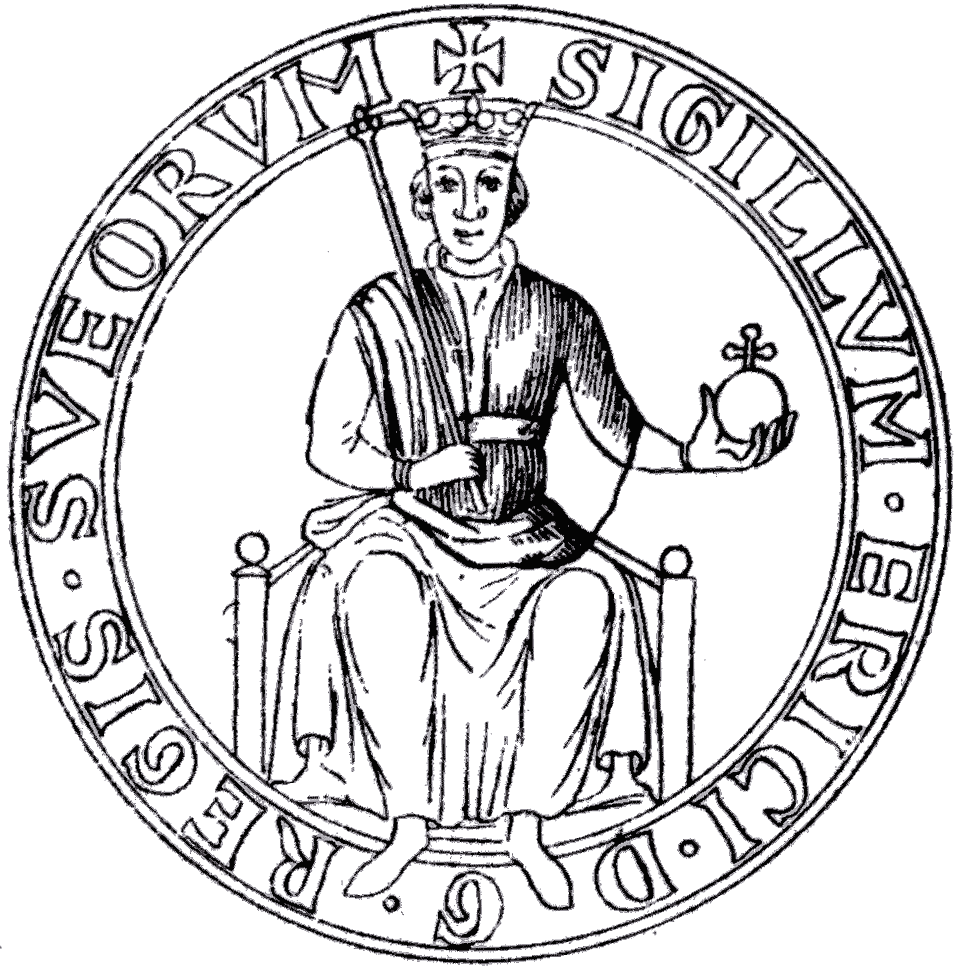
Erik Knutssons Siegel

Erik X. (Erik Knutsson, * 1180; † 10. April 1216 Burg Näs auf Visingsö) stammte aus dem Eriksgeschlecht und war von 1208 bis 1216 König von Schweden.

## Leben
Erik war der Sohn von Knut I. und bereits zu Lebzeiten seines Vaters vom Papst als Nachfolger bestätigt worden. Nach Knuts Tod 1196 war Erik jedoch noch minderjährig. So gelangte Sverker II. mit Unterstützung des Jarls Birger Brosa auf den Thron. Erst als Sverker seinen erst einjährigen Sohn Johann Sverkersson zum Jarl ernennen ließ, erhoben sich die Knutssöhne gegen ihn. Erik führte drei Schlachten gegen das Sverkergeschlecht. In der Schlacht bei Älgarås 1205 fielen seine drei Brüder, während Erik selbst entkommen konnte. In der Schlacht von Lena 1208 konnte Erik über Sverker II. siegen. Daraufhin wurde er zum König gewählt. 1210 griff Sverker II. erneut an, fiel aber in der Schlacht bei Gestilren. Während anfangs die Kirche Sverker II. unterstützt und Erik als Usurpator bekämpft hatte, söhnte sie sich nun mit ihm aus. Erzbischof Valerius krönte ihn. Das ist die erste bekannte Krönung eines schwedischen Königs. Möglicherweise gab es aber dieses Ritual schon vorher.
Erik war mit Rikissa von Dänemark († 1220), der Tochter des dänischen Königs Waldemar I. aus dem Haus Estridsson verheiratet. 1216 starb er an „tvinsott“ (Tuberkulose?). Sein Grab befindet sich in Varnhems Klosterkirche.
Da sich die schwedische Führungsschicht keinen minderjährigen König mit langer Vormundschaftsregierung vorstellen konnte, wählte sie Sverkers inzwischen 15-jährigen Sohn Johann zum König, und Rikissa zog mit ihrem Sohn nach Dänemark.

## Nachkommen
Aus der Ehe mit Rikissa gingen ein Sohn und mindestens drei Töchter hervor:
- Sophia Eriksdotter († spätestens 1241), verheiratet mit Heinrich Borwin III., Herr von Rostock.
- Marianna (möglicherweise Tochter seiner Schwägerin Helena mit dem Herzog Wilhelm von Lüneburg,[1] und damit nach der Historikerin Heidelore Böcker Nichte des dänischen Königs Waldemar II.); † vor 1252, verheiratet mit Barnim I. von Pommern († 1278)
- Ingeborg Eriksdotter, verheiratet mit Birger Magnusson von Bjälbo
- Katarina. Möglicherweise die Königstochter, mit der Magnus Broka, Enkel von Birger Brosa verheiratet war. Es könnte aber auch Knut Erikssons Tochter Sigrid gewesen sein.
- König Erik XI. (1216–1250), postum einige Monate nach dem Tod des Vaters geboren.